# Mike Godwin
Wayne Michael (Mike) Godwin (n. 26 de octubre de 1956) es un abogado estadounidense conocido por el enunciado contra la analogía nazi. Trabajó como asesor de la Electronic Frontier Foundation (EFF) y después para la Fundación Wikimedia. En marzo de 2011 fue elegido miembro de la junta del Open Source Initiative.

## Biografía
Godwin asistió a Lamar High School en Houston, y se graduó en 1980 de la Universidad de Texas en Austin con una licenciatura en el programa de honores Plan II. Más tarde, Godwin asistió a la Facultad de Derecho de la Universidad de Texas y se graduó con un título de Juris Doctor en 1990. Mientras estaba en la facultad de derecho, Godwin fue el editor de The Daily Texan, el periódico estudiantil, de 1988 a 1989.
En su último semestre en la facultad de derecho, a principios de 1990, Godwin, que conocía a Steve Jackson a través de la comunidad del sistema de tablones de anuncios de Austin , ayudó a publicitar la redada del Servicio Secreto en los Juegos de Steve Jackson. Su participación se documenta más tarde en el libro de no ficción The Hacker Crackdown: Law and Disorder on the Electronic Frontier (1992) de Bruce Sterling.
La participación temprana de Godwin en el asunto Steve Jackson Games lo llevó a ser contratado por Electronic Frontier Foundation (EFF) en noviembre de 1990, cuando la organización era nueva. Poco después, como primer abogado interno de la EFF, supervisó su patrocinio del caso Steve Jackson Games, Inc. contra el Servicio Secreto de los Estados Unidos. Steve Jackson Games ganó el caso en 1993.
Godwin ha sido un defensor de la neutralidad de la red desde 2006, junto con otros defensores de Internet como Vint Cerf. Cuando la Fundación Wikimedia acordó con los principales proveedores de telecomunicaciones crear Wikipedia Zero, una aplicación que violaba los principios de neutralidad de la red, Godwin creyó que los beneficios del programa superaban sus aspectos negativos. Wikipedia Zero se suspendió en 2018.
Fue nombrado miembro de la junta directiva del Student Press Law Center en enero de 2009, de la junta directiva de la Iniciativa de código abierto en marzo de 2011, y de la junta directiva de Internet Society en abril de 2019.

## Ley de Godwin
Godwin originó la ley de su mismo nombre en 1990, afirmando:

A medida que una discusión en línea se alarga, la probabilidad de que aparezca una comparación en la que se mencione a Hitler o a los nazis tiende a uno.

Godwin cree que la ubicuidad de tales comparaciones trivializa el Holocausto, lo que considera lamentable. Él ha dejado claro que, en su opinión, los partidarios de la extrema derecha (haciendo una mención especifica a los que se manifestaron en la
Unite the Right) merecen comparaciones con los nazis.